# Gelis melanocephalus
Gelis melanocephalus är en stekelart som först beskrevs av Franz Paula von Schrank 1781.  Gelis melanocephalus ingår i släktet Gelis och familjen brokparasitsteklar. Arten är reproducerande i Sverige. Inga underarter finns listade i Catalogue of Life.